# 월리스뜸부기
월리스뜸부기(Invisible rail)은 인도네시아 말루쿠우타라 주 할마헤라섬에 사는 고유한 날지 못하는 뜸부기이다. 숲과 가까운 사고야자 늪지에 서식한다. 깃털은 대부분 검은 편이고(다크 슬레이트 그레이색), 눈 주위에는 맨살에 있고, 길고 두꺼운 부리를 가지고 있으며 다리는 밝은 빨간 색이다. 울음소리는 날개를 퍼덕이면서 내고, 낮은 북소리이다. 좁은 지역에 살고, 겁이 많은 성격 때문에 관찰하기가 힘들어 행동에 대한 정보가 적은 편이다.
사고야자와 벌레를 먹는 걸로 알려져 있다. 또한, 음식을 소화시키기 위해 작은 돌들을 먹기도 한다. 일부일처제인 것 외에는 구애 및 짝짓기에 관한 정보가 적다. 둥지는 알려진 바로는 목제조각과 마른 잎을 이용해 썩은 나무 그루터기 위에 만든다. 태어난 새끼는 전형적인 뜸부기의 조성조의 특징을 갖고 전체가 검은 솜깃털로 덮혀있다. 추정되는 수는 3,500~15,000 정도이며 국제 자연 보전 연맹에 의해 취약종으로 분류되고 있다. 사고야자 경작과 쌀 경작을 위한 습지 개발로 인한 서식지 파괴나 마을 사람들의 월리스뜸부기 사냥 및 식용은 월리스뜸부기를 멸종 취약종으로 만들었다. 사는 곳이 마을 사람들에 의해 자주 발견되어서, 전보다 더 환경 변화에 민감해졌다.

## 분류
월리스뜸부기가 속해 있는 뜸부기과는 약 150마리의 종이 있는 과이다. 몸은 크지 않고, 육지나 습지대에 살며, 그들의 짧은 몸은 식생을 더 자유롭게 움직이기 위하여 비스듬히 납작해져 있다. 육지에 사는 종들 중 53개의 종 중에서 32개의 종이 날지를 못한다.
윌리스 뜸부기는 1860년 조지 로버트 그레이가 첫 번째로 분류했고, 하브롭틸라속(Habroptila)의 유일한 종이 되었다. 하브롭탈라속은 그리스어로 '우아한, 예쁜, 화려한' 뜻인 "하브로스(Habros)"와 '깃털, 날개'를 뜻하는 "프틸론(ptilon)"에서 유래했다. "월리스(wallacii)"는 영국의 동물학자인 앨프리드 러셀 월리스를 기념하여 지어졌다. 지역 주민들은 "soisa", "tiabiales","rèie"라고 부른다.